# Подгоренский
Подго́ренский — посёлок городского типа, административный центр Подгоренского района Воронежской области России.

## География
Расположен на реке Сухая Россошь (бассейн Дона), в 189 км к югу от Воронежа.
Железнодорожная станция Подгорное на линии Лиски — Миллерово.

## История
Основан в 1740 году крестьянами, принадлежавшими помещику М. А. Тевяшому, которые были переселены из других имений.
Статус посёлка городского типа — с 9 июня 1958 года.
Постановлением президиума Верховного Совета РСФСР южная часть села Подгорное выделена в самостоятельный населенный пункт рабочий посёлок Подгоренский.

## Население
| 1959  | 1970  | 1979  | 1989  | 2002  | 2009  | 2010  |
| ----- | ----- | ----- | ----- | ----- | ----- | ----- |
| 4173  | ↗5227 | ↗5975 | ↗7083 | ↘6745 | ↘6097 | ↗6136 |
| 2012  | 2013  | 2014  | 2015  | 2016  | 2017  | 2018  |
| ↘5949 | ↘5861 | ↘5820 | ↘5750 | ↗5810 | ↘5758 | ↘5715 |
| 2020  | 2021  |       |       |       |       |       |
| ↘5634 | ↗5732 |       |       |       |       |       |

Национальный состав
По итогам переписи населения 2020 года, проживали следующие национальности (национальности менее 0,1 % и другое, см. в сноске к строке «Другие»):
| Национальность | Численность, чел. | Доля     |
| -------------- | ----------------- | -------- |
| Русские        | 5382              | 93,89 %  |
| Украинцы       | 169               | 2,95 %   |
| Армяне         | 22                | 0,38 %   |
| Цыгане         | 12                | 0,21 %   |
| Другие         | 147               | 2,57 %   |
| Итого          | 5732              | 100,00 % |

## Экономика
Заводы: цементный, стройматериалов, кирпичный, асфальтовый, маслодельный.

## Достопримечательности
У входа на цементный завод в 2019 году установлен памятник геологу А. А. Дубянскому — первооткрывателю месторождений мергеля в Подгоренском районе, на базе которых в 1932 году построен Подгоренский цементный завод, первый цемент которого был отправлен на строительство московского метрополитена.

## Фотогалерея

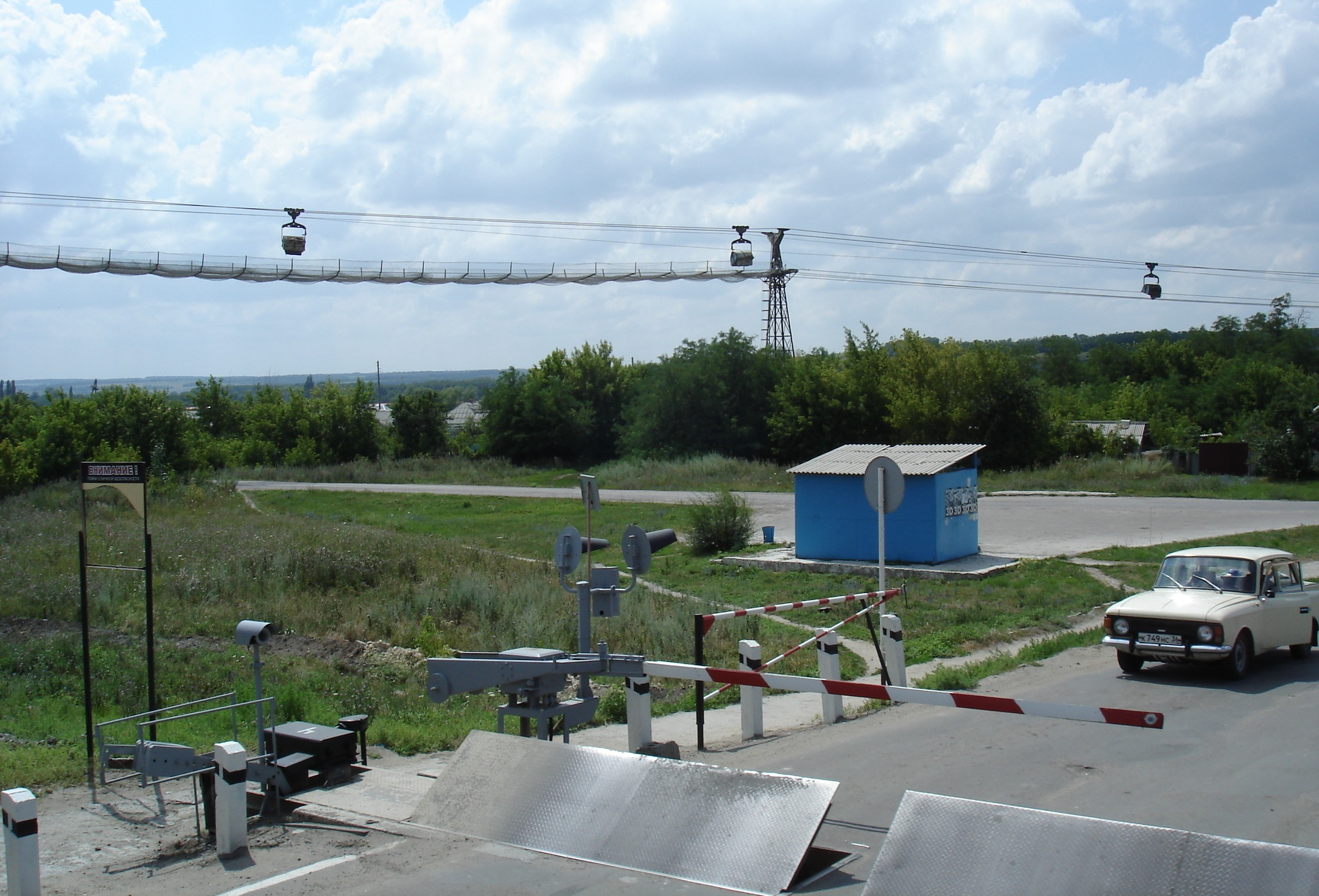
Старый транспортёр породы
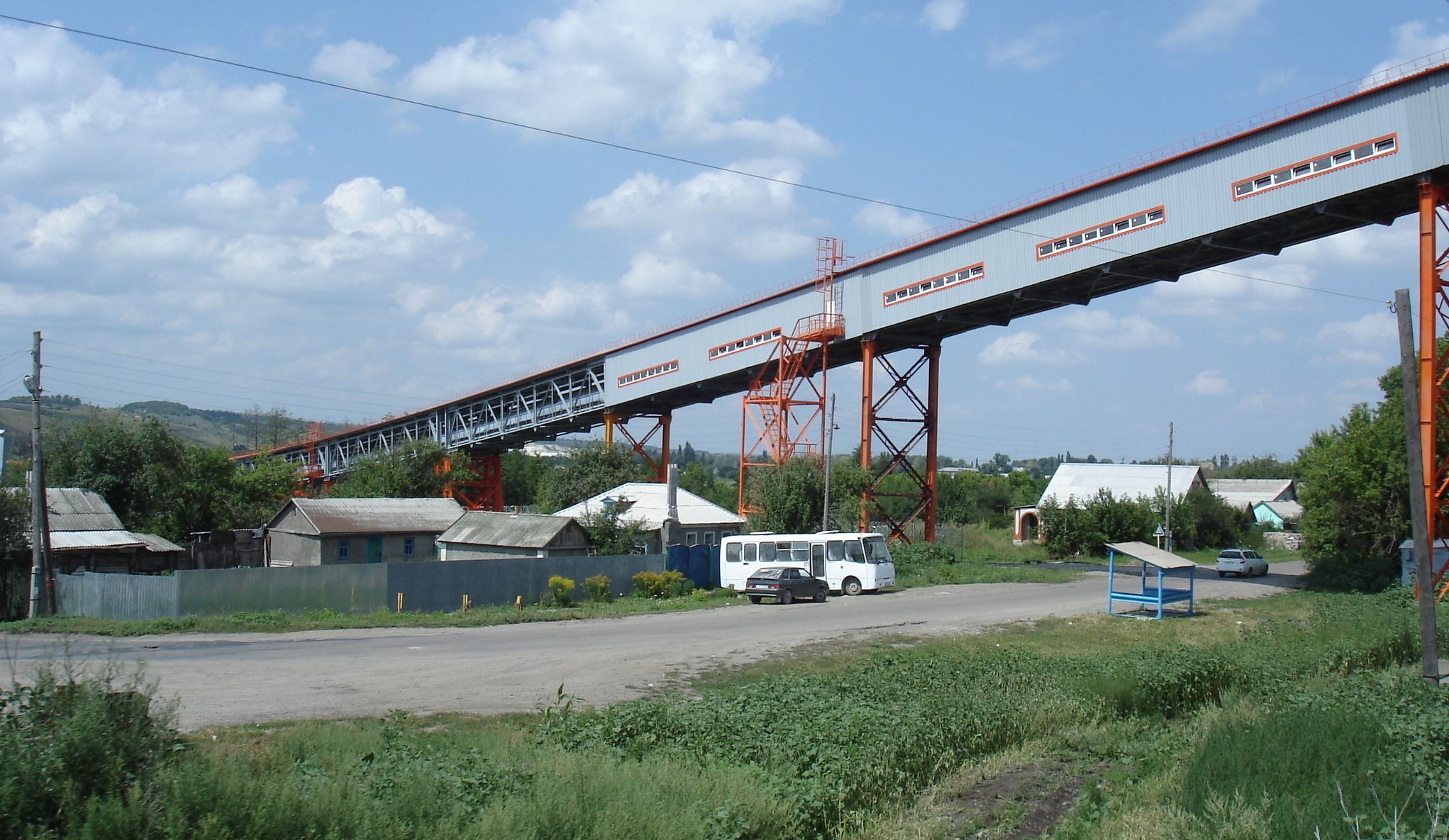
Новый транспортёр породы
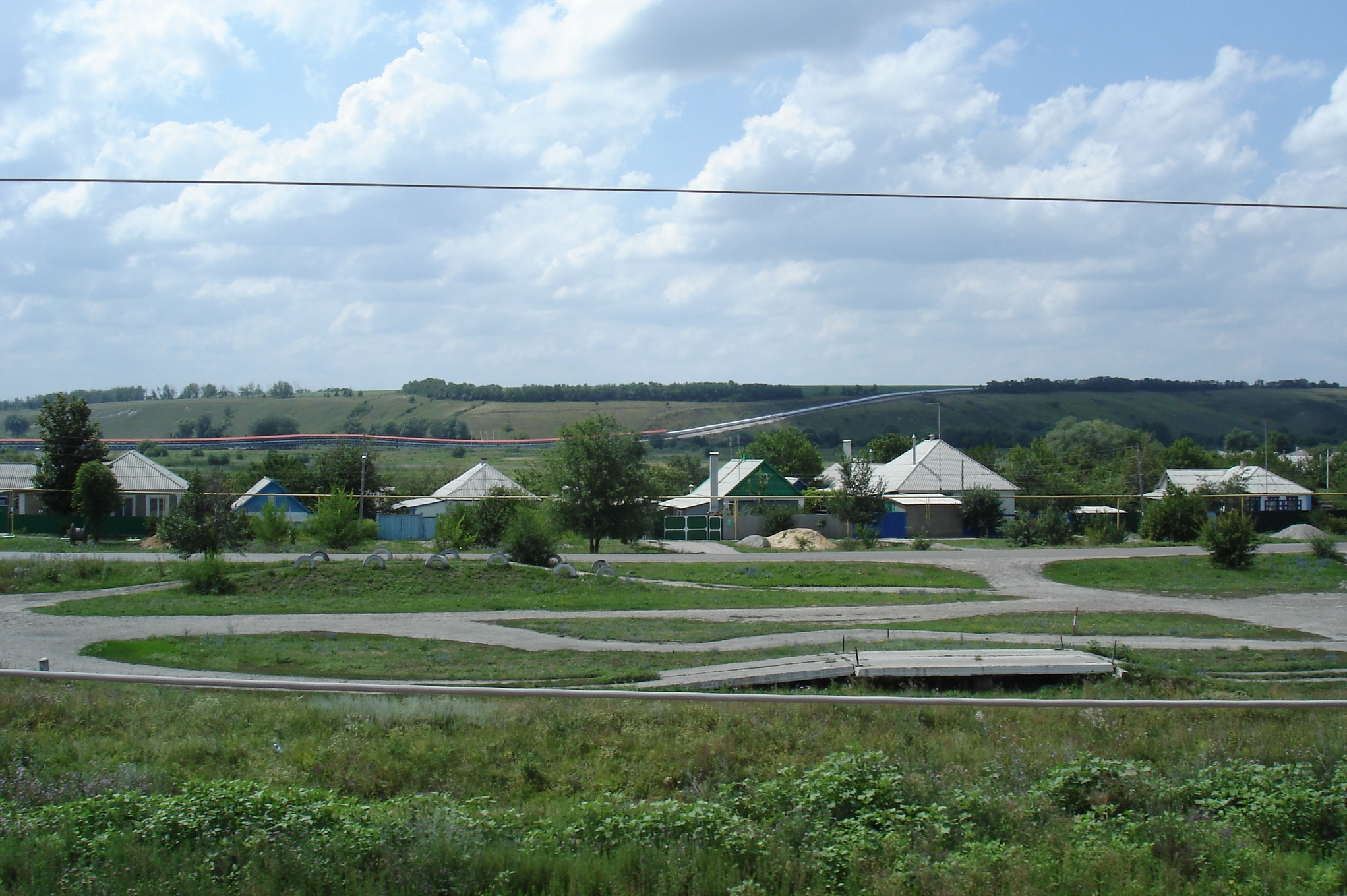
Новый транспортёр (общий вид)
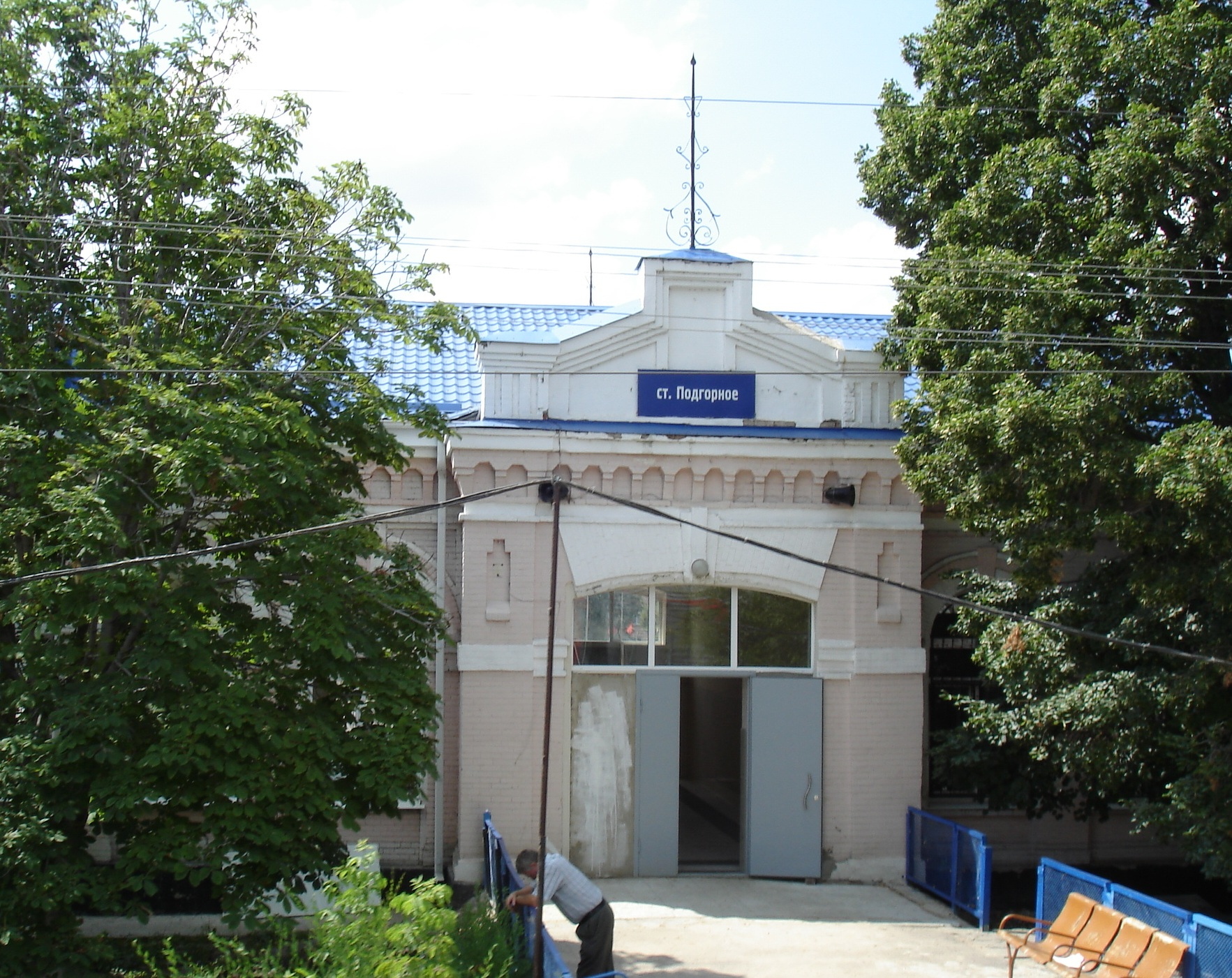
Здание жд-станции Подгорное
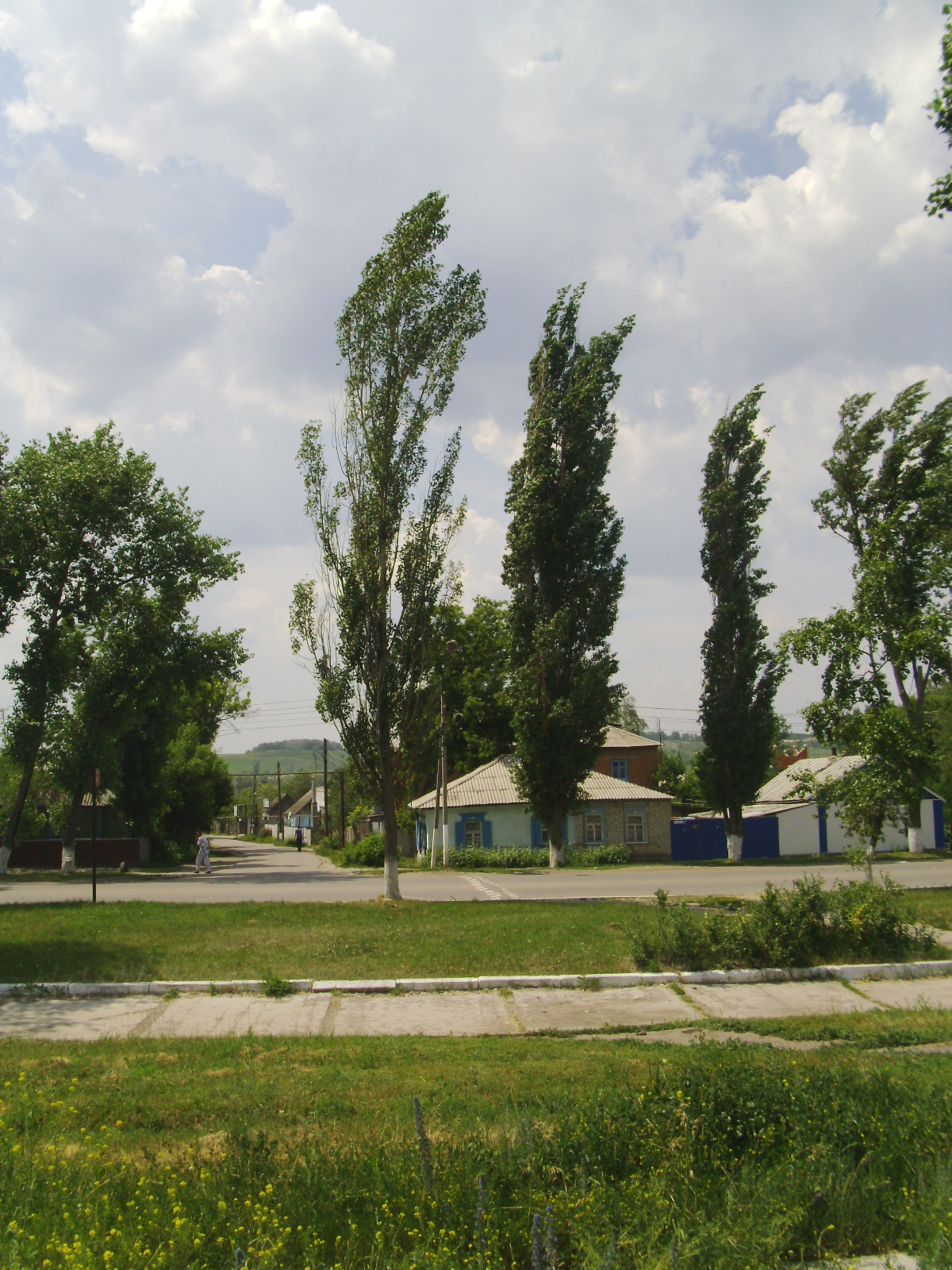
Одна из улиц посёлка